# Cuthbert (Georgia)
Cuthbert is een plaats (city) in de Amerikaanse staat Georgia, en valt bestuurlijk gezien onder Randolph County.

## Demografie
Bij de volkstelling in 2000 werd het aantal inwoners vastgesteld op 3731.
In 2006 is het aantal inwoners door het United States Census Bureau geschat op 3509, een daling van 222 (-6,0%).

## Geografie
Volgens het United States Census Bureau beslaat de plaats een oppervlakte van
7,9 km², geheel bestaande uit land. Cuthbert ligt op ongeveer 146 m boven zeeniveau.

## Plaatsen in de nabije omgeving
De onderstaande figuur toont nabijgelegen plaatsen in een straal van 32 km rond Cuthbert.